# Baiardo (cavallo)

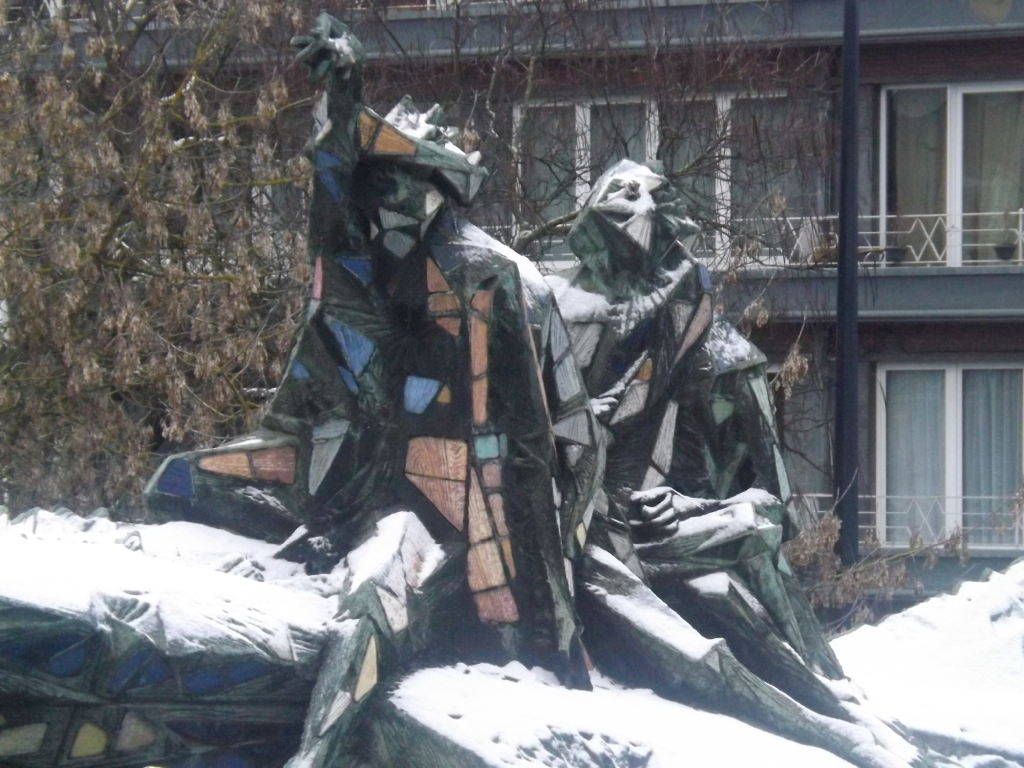
Cavallo Bayard (Namur)

Baiardo, in francese Bayard, è nel ciclo carolingio il nome del cavallo baio di Rinaldo.

## Storia
Lo si ritrova nei romanzi francesi e nei poemi cavallereschi italiani, descritto come un animale dal carattere forte, che si distingue per velocità e intelligenza.
È un cavallo dalle caratteristiche eccezionali, cavalcato perlopiù dal paladino Rinaldo. Secondo la tradizione anteriore alla grande letteratura cavalleresca italiana del Quattrocento e del Cinquecento, Baiardo sarebbe stato regalato ai quattro figli di Aimone da Carlo Magno. Una delle sue caratteristiche è quella di allungarsi nel caso dovesse essere montato da tutti e quattro i fratelli. 
Nei poemi cavallereschi di Luigi Pulci (Morgante), Matteo Maria Boiardo (Orlando Innamorato), e Ludovico Ariosto (Orlando Furioso), Baiardo è un elemento indispensabile alla forza del suo cavaliere Rinaldo. Vi viene presentato con una abbastanza importante autonomia di gesti, non esitando a fare balzi e volte per partecipare al combattimento assieme a Rinaldo. Nell'Orlando Furioso si dice di Baiardo « [...] ch'avea intelletto umano» (II, 20).

## Nella cultura di massa
- Bayard viene citato nel libro La bambina che leggeva i libri di Pierdomenico Baccalario.

- Baiardo è il nome di uno dei cavalli acquistabili presso il villaggio di Neuhof nel videogioco Kingdom Come: Deliverance.